# Tour de France de 1903
O Tour de France 1903, foi a primeira versão da Volta da França realizada entre os dias 1 de julho e 18 de julho de 1903.
Foram percorridos 2 428 km, sendo a prova dividida em 6 etapas. O vencedor alcançou uma velocidade média de 25,679 km/h.
Participaram desta competição 60 ciclistas, chegaram em Paris 21 competidores.
A prova foi uma ação publicitária do diário francês "L'Auto", que o foi o antecessor do jornal esportivo diário l'Équipe. O percurso foi desenhado pelo diretor do jornal, Henri Desgrange. É atribuido a Géo Lefèvre jornalista francês, a ideia da competição.
A largada foi feita em Montgeron um subúrbio ao sul de Paris, em frente ao "Café au Reveil Matin".
Aproximadamente 20 000 entusiastas aguardavam a chegada dos competidores no Parc des Princes.

## Resultados

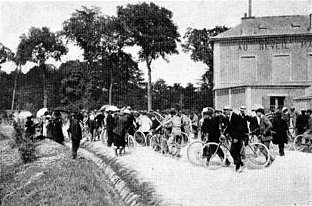
Largada do Tour de France 1903
"Café au Reveil Matin" em Paris

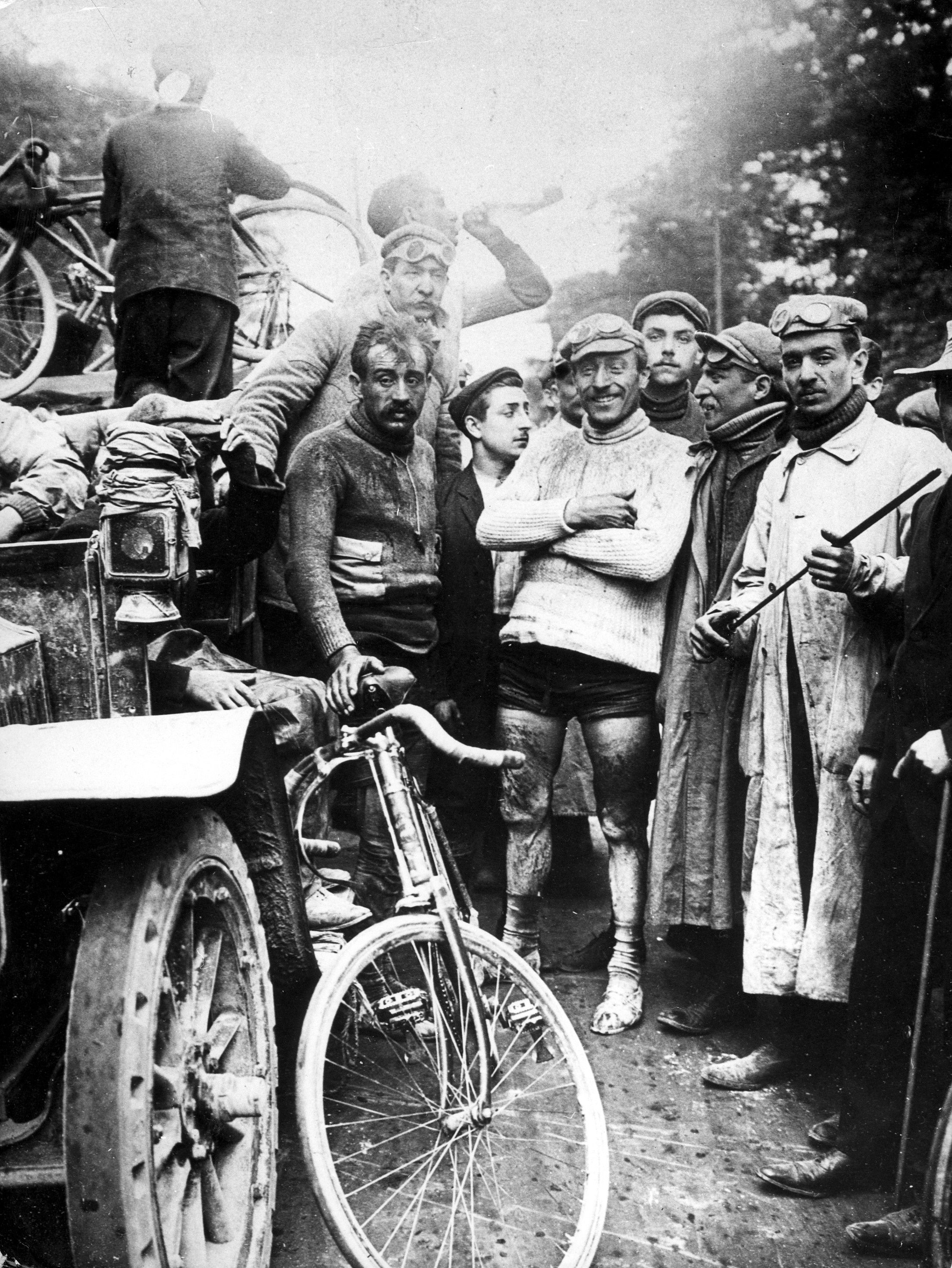
Chegada do Tour de France 1903
Maurice Garin (à direita) posa com Léon Georget (à esquerda)
"Parc des Princes" em Paris

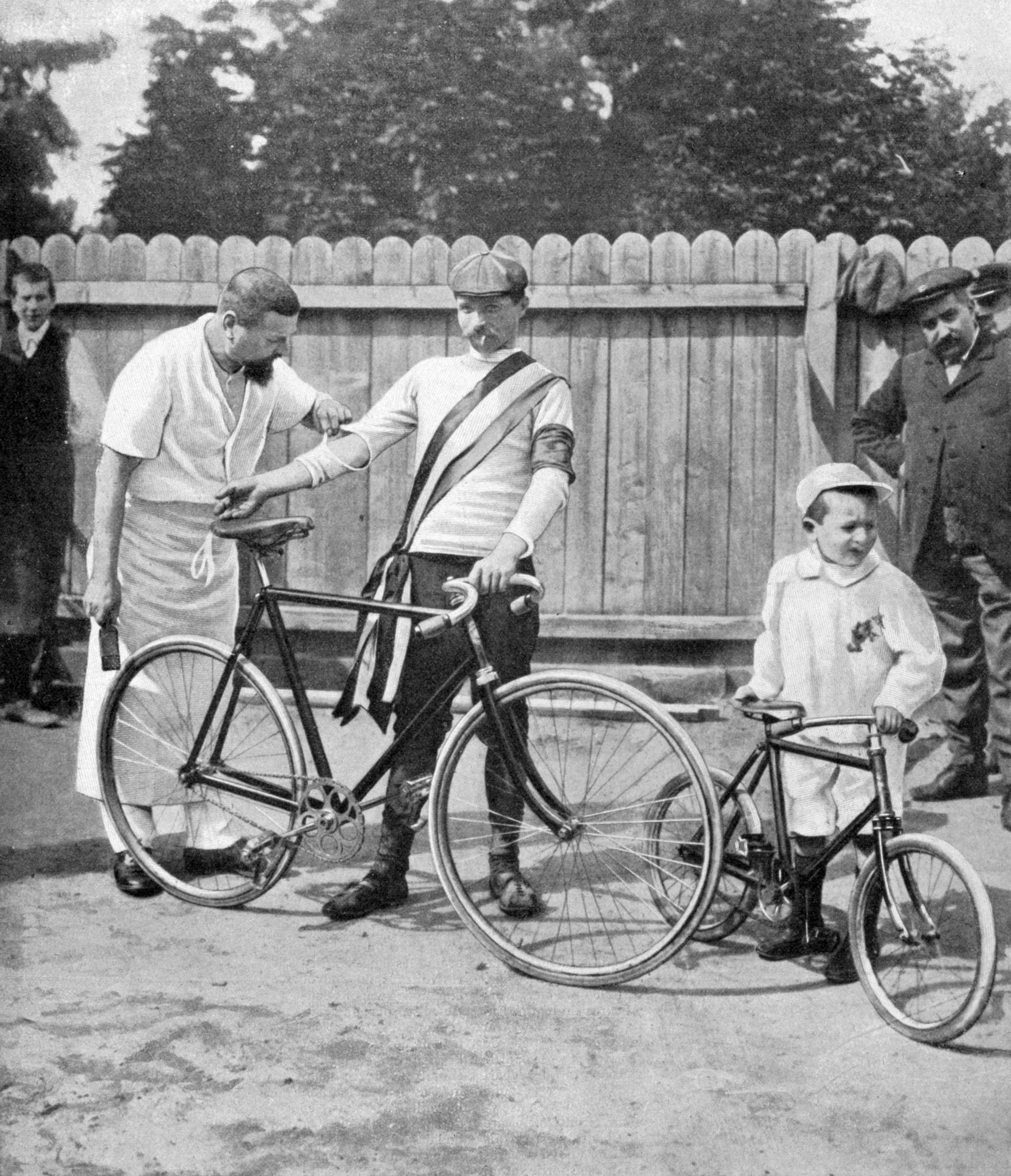
Maurice Garin
ciclista italiano (1871-1957)
1º campeão do Tour de France

### Classificação geral
| Posição | Nome                | País    | Tempo velocidade média |
| ------- | ------------------- | ------- | ---------------------- |
| 1.      | Maurice Garin       | França  | 94h33′14″ 25,679 km/h  |
| 2.      | Lucien Pothier      | França  | +2h49′21″              |
| 3.      | Fernand Augereau    | França  | +4h29′24″              |
| 4.      | Rodolphe Muller     | Itália  | +4h39′30″              |
| 5.      | Jean Fischer        | França  | +4h58′44″              |
| 6.      | Marcel Kerff        | Bélgica | +5h52′24″              |
| 7.      | Julien Lootens      | Bélgica | +9h31′08″              |
| 8.      | Gustave Pasquier    | França  | +10h24′04″             |
| 9.      | François Beaugendre | França  | +10h52′14″             |
| 10.     | Aloïs Catteau       | Bélgica | +12h44′57″             |

### Etapas
| Etapa | Data        | Percurso             | km  | Vencedor da etapa     | Líder classificação geral |
| 1ª    | 1 de julho  | Montgeron - Lyon     | 467 | Maurice Garin         | Maurice Garin             |
| 2ª    | 5 de julho  | Lyon - Marselha      | 374 | Hippolyte Aucouturier | Maurice Garin             |
| 3ª    | 8 de julho  | Marselha - Toulouse  | 423 | Hippolyte Aucouturier | Maurice Garin             |
| 4ª    | 12 de julho | Toulouse - Bourdeaux | 268 | Charles Laeser        | Maurice Garin             |
| 5ª    | 13 de julho | Bourdeaux - Nantes   | 425 | Maurice Garin         | Maurice Garin             |
| 6ª    | 18 de julho | Nantes - Paris       | 471 | Maurice Garin         | Maurice Garin             |

CR = Contra-relógio individual
CRE = Contra-relógio por equipes